# La hora de José Mota
La hora de José Mota va ser un programa de televisió humorístic presentat i protagonitzat per José Mota. Va ser emès a La 1 de Televisió Espanyola des del 9 de gener de 2009 fins al 10 de febrer de 2012, en la nit dels divendres, amb un format de 40 minuts de durada. El programa estava format pels humorístics skechtes realitzats pel presentador i els seus col·laboradors, en el qual es van parodiar notícies ocorregudes recentment i aparegudes en la premsa espanyola, així com fets de la vida quotidiana. En aquest programa es van popularitzar personatges còmics com El Tío la Vara, Tomás Rabero, Blasa Jiménez, el Cansino Histórico (José Mota); el Capitán Fanegas (Goyo Jiménez); El Aberroncho (Paco Collado); o La Vieja'l Visillo (José Mota). D'altra banda, en la seva etapa es va arribar a acumular 5 especials de Cap d'any, les audiències del qual van ser unes de les més vistes del programa. L'especial de Nit de cap d'any que va tenir més audiència va ser el de 2010; amb gairebé 6 milions d'espectadors.
El programa va finalitzar en Televisió Espanyola en la tercera temporada, que va començar a emetre's el 21 octubre de 2011, l'estrena del qual va ser líder d'audiència amb més de 4 milions d'espectadors. Així mateix, Mota va assegurar que volia continuar mantenint l'eix central del programa al carrer. I, segons el portal FormulaTV, La Hora de José Mota va ser el producte més car de la cadena, amb gairebé tretze mil euros per minut, la qual cosa equivalen a uns 491 000 euros per episodi.
En el mes d'abril de 2012 es va especular que Mota podria fitxar per Telecinco. Després de moltes notícies, el 17 de maig de 2012, Mediaset España Comunicación, el grup que opera el canal Telecinco, va confirmar el fitxatge del còmic per a nous projectes en el grup. Finalment, José Mota va abandonar l'ens públic després de triomfar durant anys en l'emissora, i des de febrer de 2013 els nous esquetxos de l'humorista s'emetrien a Telecinco sota el títol de La noche de José Mota.

## Actors i personatges
- José Mota
  - Tío la Vara
  - Blasa Jiménez
  - Tomás Rabero
  - Facundo Collado "Fariseo"
  - Vieja'l Visillo
  - El Fumi de Morata, basat en Sergio Carretero (més conegut com a Gamester)
  - Imitacions diverses
  - Resta de personatges principals
- Chema Lorite
  - diversos personatges
  - Coordinador de guió
- Diana Pintado (1a Temporada)
  - diversos personatges
- Goyo Jiménez
  - Capitán Fanegas
- Jaime Ordóñez
  - Capellà de La Vieja'l Visillo
  - Altres personatges
- Raúl Cano (diversos personatges)
- Luis Larrodera (com ell mateix a Tu Cara Me Suena)
- Mago More (Veí, metge a "Enfermedades Audiovisuales" i personatges diversos)
- Marcos Ortiz (diversos personatges)
- Miguel Fominaya (Tanino Correa) (director musical del programa)
- Paco Collado (El Aberroncho, narrador d'El Tío la Vara i diversos personatges)
- Paco Fominaya (Carestia Correa) (director musical del programa)
- Patricia Rivas (diversos personatges)
- Ramón Langa (narrador)
- Santiago Urrialde (diversos personatges)
- Alberto Papa-Fragomén (diversos personatges) (Guionista)
- Leo Harlem (Alarma Social)

## Episodis
| Temporada | Temporada | Programa             | Episodis | Estrena              | Final                | Audiència   | Audiència | Audiència |
| Temporada | Temporada | Programa             | Episodis | Estrena              | Final                | Espectadors | Quota     |           |
| --------- | --------- | -------------------- | -------- | -------------------- | -------------------- | ----------- | --------- | --------- |
|           | 1         | La hora de José Mota | 13       | 9 de gener de 2009   | 3 d'abril de 2009    | 3 536 000   | 19,9%     |           |
|           | 2         | La hora de José Mota | 13       | 15 de gener de 2010  | 16 d'abril de 2010   | 3 902 000   | 21,7%     |           |
|           | 3         | La hora de José Mota | 13       | 21 d'octubre de 2011 | 10 de febrer de 2012 | 3 608 000   | 18,8%     |           |